# Forças de Defesa Civil
Forças de Defesa Civil (Civil Defence Forces, CDF) foi uma organização paramilitar que lutou na Guerra Civil da Serra Leoa (1991-2002). Apoiou o governo eleito de Ahmed Tejan Kabbah contra os rebeldes da Frente Revolucionária Unida  (FRU) e o Conselho Revolucionário das Forças Armadas (CRFA). Grande parte das Forças de Defesa Civil era composta pelos Kamajors, que faz parte do grupo étnico mende. 
Três líderes das Forças de Defesa Civil foram indiciados no Tribunal Especial para a Serra Leoa, mais especificamente Samuel Hinga Norman (chefe do grupo), Moinina Fofana (segundo em comando) e Allieu Kondewa (comandante militar).

## História
O termo "Forças de Defesa Civil" foi criado pela primeira vez entre 1997 e 1998 pelos expatriados da Serra Leoa em Monróvia. A designação englobava "milícias díspares anteriormente referidas por títulos etnicamente codificados".  As Forças de Defesa Civil incluíam soldados oriundos dos grupos milicianos: Kuranko tamaboro, Mende kamajoisia, Temne gbethis e kapras e Kono donsos.  O objetivo do título abrangente era criar um senso de unidade e prerrogativa entre as milícias independentes. O maior grupo envolvido com as Forças de Defesa Civil foi o kamajoisia, ou kamajors. Tradicionalmente, o título "kamajors" é usado para se referir à crença dos mendes em "caçadores habilitados com poderes para usar tanto armas de fogo como "remédios" ocultos em busca de caça grossa" e contra todas as outras forças que ameaçam as aldeias dos mendes.  Na cultura mende, a identidade dos kamajors é sinônimo de proteção e representou um significado similar quando as milícias de defesa comunitárias se mobilizaram em reação ao fracasso do governo da Serra Leoa em derrotar as forças rebeldes da Frente Revolucionária Unida. Os grupos milicianos se consolidaram cada vez mais à medida que os civis desconfiavam dos militares, o qual foram considerados tão perigosos quanto os grupos rebeldes. Logo ficariam sob a influência e direção do acadêmico Dr. Alpha Lavalie e do Secretário do Conselho Governante Provisório Nacional do Estado do Leste, tenente Tom Nyuma.  As Forças de Defesa Civil aumentaram a sua importância e influência após a eleição do Partido do Povo de Serra Leoa a presidência em 1996, que era amplamente composto por membros mendes. Sam Hinga Norman, o chefe regente da Chefia de Jiama-Bongor, tornou-se uma figura principal no movimento kamajor e foi nomeado vice-ministro da Defesa do Partido do Povo de Serra Leoa. As Forças de Defesa Civil foram consideradas como uma força de segurança de facto do Partido do Povo de Serra Leoa e entraria em conflito direto com os militares após a deposição do governo do liderado pelo partido em maio de 1997. Em coordenação com o Grupo de Monitoramento da Comunidade Econômica dos Estados da África Ocidental  (ECOMOG), sediado na Nigéria, as Forças de Defesa Civil conseguiriam restabelecer o Partido do Povo de Serra Leoa ao poder, em março de 1998, e seria constituído até a guerra civil ser oficialmente declarada encerrada em janeiro de 2002. 

## Atrocidades
As Forças de Defesa Civil cometeram um grande número de atrocidades e violações dos direitos humanos durante a guerra civil na Serra Leoa. Enquanto lutava ao lado das tropas nigerianas do ECOMOG, o grupo foi cúmplice ou diretamente responsável por muitos dos eventos apresentados ao Tribunal Especial para Serra Leoa. Na ofensiva de janeiro de 1999, as Forças de Defesa Civil foram acusadas de cometer mais de 180 execuções de membros da Frente Revolucionária Unida capturados sem validar sua culpa. Além disso, nas cidades de Bradford e Moyamba, membros dos Kamajors se apresentaram como rebeldes e lançaram vários ataques à população civil que incluíam assalto e assassinatos indiscriminados.  Também houve incontáveis relatos de abusos das Forças de Defesa Civil a crianças, bem como doutrinação e subordinação forçada de crianças-soldados. 